# Dorian Yates
Dorian Andrew Mientjez Yates (Hurley, Staffordshire, 19 de abril de 1962) é um ex-fisiculturista britânico pela IFBB. Foi um dos maiores nomes do fisiculturismo, tendo revolucionado o esporte na década de 1990. Foi 6 vezes Mr. Olympia entre 1992 e 1997. 
Tido por alguns como o maior fisiculturista de todos os tempos e precursor da era "freak" no fisiculturismo mundial, Dorian Yates revolucionou com volume e definição brutais, forçando, dessa forma, o fisiculturismo mundial a avançar a um novo nível.
Com sua força de vontade inquestionável e adepto parcial do treinamento "heavy duty" - Método desenvolvido pelo lendário Mike Mentzer -, Dorian alcançou excelentes resultados, mas pagou caro por seu estilo de treino, chegando a contundir seriamente o tríceps, motivo este que o afastou das competições no início de 1998.
Durante tempos de revolta social na Inglaterra, nos anos 80, Dorian, ainda jovem, entrou em uma confusão e acabou sendo mandado para um centro de detenção para menores de idade.
Dorian conheceu a musculação dentro do centro de detenção. Mesmo tendo ficado apenas seis meses preso, Dorian já tinha um físico melhor do que todos os presos.
Saindo da detenção, e percebendo seu potencial, resolveu focar-se na carreira de fisiculturismo de forma integral.
Aos 21 anos ele começou a competir oficialmente no fisiculturismo e durante toda sua carreira venceu 15 competições oficiais, ficando em segundo em apenas duas.
No total, ele venceu seis edições do prestigiado evento Mr. Olympia, evento onde Arnold Schwarzenegger foi sagrado campeão por sete vezes.
Sua carreira chegou prematuramente ao fim quando Dorian Yates rompeu completamente o seu músculo tríceps três semanas antes do Mr. Olympia de 1997.
Mesmo depois da recuperação, ele não conseguia treinar como antes, o que o impediu de seguir sua carreira como fisiculturista.
Com a aposentadoria de Dorian Yates, Ronnie Coleman assumiu o papel de expoente mundial do fisiculturismo. 